# Sarkar
Sarkar (en hindi: सरकार; en urdu: सरकार; en bengalí: सरकार también Circar) es una división administrativa histórica, utilizada principalmente durante el Imperio mogol. 
Era una división de una subá o provincia. Un sarkar fue dividido a su vez en mahallas o parganas.
El sistema de sarkares fue reemplazado a principios del siglo XVIII por el sistema de chaklas.